# Persée (U-Boot)
Die Persée (deutsch Perseus; Kennung: Q 154) war ein U-Boot der Redoutable-Klasse (1500-Tonnen-Typ) der französischen Marine, das von 1934 bis 1940 in Dienst stand.

## Geschichte
Die spätere Persée wurde am 14. April 1929 auf der Werft Chantiers Navals Français in Caen auf Kiel gelegt. Der Stapellauf erfolgte am 23. Mai 1931 und die Indienststellung am 10. Juni 1934. Noch vor der eigentlichen Indienstnahme hatte sich an Bord am 26. September 1932, während einer Testfahrt vor La Hague, eine Explosion in einer der Dieselmaschinen ereignet, wobei zwei Besatzungsangehörige ums Leben kamen. Das Unglück und die notwendigen Reparaturen verzögerten die Indienststellung um rund ein Jahr. 
Nach der Indienstnahme war das U-Boot zunächst der 2. Flottille der 6. U-Boot-Division (6ième division sous-marine, DSM) angegliedert und in Brest stationiert. Nach Ausbruch des Zweiten Weltkrieges im September 1939 wurde das U-Boot zeitweise zur Seeüberwachung herangezogen und patrouillierte im Gebiet um die Azoren, um dort nach deutschen Blockadebrechern zu suchen. Zu Erfolgen kam das Boot dabei allerdings nicht. 
Im Juni 1940, kurz vor der Kapitulation Frankreichs, wurde die Persée mit den übrigen Booten der 6. U-Boot-Division nach Casablanca (damals Französisch-Nordafrika) verlegt, um es einem möglichen deutschen Zugriff zu entziehen. Später verlegte das U-Boot von dort aus nach Dakar (Französisch-Westafrika) und wurde dort im Juli 1940 nachfolgend in die neu geschaffenen vichy-französischen Seestreitkräfte integriert.
Im September 1940 unternahmen britische und freifranzösische Truppen im Kontext der Operation Menace einen missglückten Landungsversuch in Dakar in der unter vichy-französischer Kontrolle stehenden Kolonie Französisch-Westafrika. Das Unternehmen scheiterte letztlich am heftigen Widerstand der Verteidiger. Im Laufe der Kampfhandlungen lief die Persée (Capitaine de Corvette Joseph Benoit Lapierre) am Morgen des 23. September 1940 aus Dakar aus, um die alliierten Landungsflotte anzugreifen. Noch ehe das Boot abtauchen konnte, wurde es von den beiden britischen Zerstörern Foresight und Inglefield beschossen und musste nach mehreren Artillerietreffern aufgegeben werden. Die Besatzung konnte sich bis auf ein Crewmitglied retten und wurde später von dem vichy-französischen Aviso La Surprise aufgenommen.